# Georges de La Falaise
Louis Venant Gabriel Le Bailly de La Falaise connu sous le nom de Georges de La Falaise (24 mars 1866 à Luçon - 8 avril 1910 à Paris) est un militaire et escrimeur français pratiquant le sabre et l'épée, ayant affiné son jeu sous les ordres du maitre italien Conte.

## Biographie

### Famille
Neveu d'Adolphe-Auguste de Maynard de La Claye, il épouse Henriette Hennessy en 1893 (veuve, elle se remariera avec Antoine Hocquart de Turtot), petite-fille de Richard Auguste Hennessy. Ils seront notamment les parents de Henry de La Falaise et les grands-parents de Loulou de la Falaise.

### Carrière militaire
Élève à l'École militaire de Saint-Cyr, il en sort sous-lieutenant en 1887, avant d'être promu lieutenant en 1891 et d'être affecté au 8e régiment de dragons en 1895.
Promu capitaine en 1898,  il commande un escadron au 4e régiment de chasseurs de 1903 à 1907, avant de passer au 5e régiment de chasseurs.

### Parcours sportif
Après un premier titre international en 1899, il participe en 1900 aux Jeux olympiques de Paris où il remporte encore la médaille d’or, en battant en finale le tireur français Henri Masson.
Aux Jeux olympiques intercalaires de 1906 il remporte deux titres, l'un au sabre individuel, le second au sabre par équipe.
En juin 1908, il remporte le concours international de sabre, lors de la semaine des armes de combat organisée à Paris. Il participe ensuite aux Jeux olympiques de 1908, où il se qualifie pour la poule finale sans toutefois obtenir de podium.
Il meurt le 8 avril 1910 en son domicile dans le 16e arrondissement de Paris.

## Palmarès
- Championnats du monde[7]
  -  Champion du monde à l'épée en individuel le 17 avril 1899[8]
- Jeux olympiques d'été
  -  Médaille d'or au sabre individuel en 1900
- Jeux olympiques intercalaires
  -  Médailles d'or à l'épée en individuel, et en équipe, en 1906
- Championnats de France d'escrime
  - Champion de France à l'épée individuelle en 1899 et 1903
  - Champion de France au sabre individuel en 1900, 1906, 1908 et 1909
- Grande semaine des armes de combat
  - Vainqueur du championnat au sabre en 1906 (mai)[9]
  - 2e du championnat au sabre en 1907 (mai, vainqueur le néerlandais Doormann)[10]
  - Vainqueur du championnat au sabre en 1908 (juin)